# برايان والش (سياسي)
برايان والش (بالإنجليزية: Brian Walsh)‏ هو سياسي أيرلندي، ولد في 28 سبتمبر 1972 في جمهورية أيرلندا. انتخب نائب دييل عن دائرة غالوي وست ‏ وقد انضم خلال فترته النيابية ‏ (30 أبريل 2014 – 14 يناير 2016)  للكتلة البرلمانية فاين جايل وانتخب نائب دييل عن دائرة غالوي وست ‏ وقد انضم خلال فترته النيابية ‏ (2 يوليو 2013 – 30 أبريل 2014)  للكتلة البرلمانية مستقل وفي الانتخابات العمومية الأيرلندية 2011 ‏، انتخب نائب دييل عن دائرة غالوي وست ‏ وقد انضم خلال فترته النيابية ‏ (9 مارس 2011 – 2 يوليو 2013)  للكتلة البرلمانية فاين جايل.

## وصلات خارجية
- الموقع الرسمي